# اچ‌ام‌اس کرانهام (ام۲۷۱)
اچ‌ام‌اس کرانهام (ام۲۷۱) (به انگلیسی: HMS Cranham (M2701)) یک کشتی بود که طول آن ۱۰۶ فوت ۶ اینچ (۳۲٫۴۶ متر) بود. این کشتی در سال ۱۹۵۳ ساخته شد.